# Zekiros Adanech
Zekiros Adanech (Amhaars: ዘኪሮስ አዳነች) (26 maart 1982) is een Ethiopische langeafstandsloopster, die gespecialiseerd is in de marathon. Ze werd Ethiopisch kampioene op de halve marathon.

## Loopbaan
Op het WK halve marathon in 2004 finishte Adanech als zestiende in 1:13.50. Ze won de halve marathon van Tarsus in 1:12.35. In 2005 won ze de marathon van Reims en werd datzelfde jaar Ethiopisch kampioene op de halve marathon.
Op 15 april 2007 werd Adanech zevende op de marathon van Rotterdam met een tijd van 2:42.47. Eerder dat jaar won ze de marathon van Arizona.
Het jaar 2008 begon ze voortvarend met het winnen van de marathon van Phoenix in 2:31.14. Op de marathon van Rotterdam in 2008 werd ze tweede in 2:27.32. Hiermee eindigde ze ruim 2 minuten achter de winnares Ljoebov Morgoenova op de Coolsingel.
Zekiros Adanech woont en traint in Addis Abeba.

## Titels
- Ethiopisch kampioene halve marathon 2005

## Persoonlijke records
| Onderdeel      | Prestatie | Datum            | Plaats      |
| -------------- | --------- | ---------------- | ----------- |
| 10.000 m       | 31.59,37  | 28 juni 2005     | Sollentuna  |
| halve marathon | 1:12.06   | 28 augustus 2005 | Addis Abeba |
| 25 km          | 1:25.37   | 19 oktober 2008  | Amsterdam   |
| 30 km          | 1:43.05   | 27 april 2008    | Rotterdam   |
| marathon       | 2:27.32   | 13 april 2008    | Rotterdam   |

## Palmares

### 5000 m
- 2005:  Oost- en Centraal-Afrikaans kampioenschappen - 16.14,2

### halve marathon
- 2004: 16e WK in New Delhi - 1:13.50
- 2005:  halve marathon van Addis Ababa - 1:12.06
- 2005:  halve marathon van Tarsus - 1:12.35

### marathon
- 2005:  marathon van Reims - 2:35.35
- 2005:  marathon van Rome - 2:27.38
- 2005: 6e marathon van Singapore - 2:44.48
- 2006: 8e marathon van Berlijn - 2:36.48
- 2006:  marathon van Rome - 2:27.38
- 2007:  marathon van Arizona - 2:31.43
- 2007: 7e marathon van Rotterdam - 2:42.47
- 2007: 47e WK - 2:54.00
- 2008:  marathon van Phoenix - 2:31.14
- 2008:  marathon van Rotterdam - 2:27.32
- 2008:  marathon van Amsterdam - 2:30.17